# Línea 517 (Bahía Blanca)
La Línea 517 es una línea de colectivos de Bahía Blanca, es operado por la empresa Transporte Automotor San Gabriel S.A.

## Recorrido
- Troncal:Kloosterman y Castelli-Plaza Rivadavia-B.A.C.E.-Brown y Av. Colón-Kloosterman y Castelli